# Paul Paray
Paul Paray, född den 24 maj 1886 i Le Tréport, Frankrike, död den 10 oktober 1979 i Monte Carlo, var en fransk dirigent och tonsättare. Han är bäst ihågkommen i USA för att ha varit dirigent för Detroit Symphony Orchestra under mer än ett decennium.

## Biografi
Paray var son till en skulptör och organist i S:t Jacques kyrka, och ledare för ett amatörmusikaliskt sällskap. Han satte unge Paray i sällskapets orkester som trumslagare. Senare flyttade Paray till Rouen för att studera musik för abbotarna Bourgeois och Bourdon, och orgel för Haelling. Detta förberedde honom till att komma in i Pariskonservatoriet. År 1911 vann Paray Premier Grand Prix de Rome för sin kantat Yanitza.
När första världskriget började gick Paray med i franska armén. År 1914 blev han en krigsfånge på Darmstadtlägret, där han komponerade en stråkkvartett.
Efter kriget blev Paray inbjuden att leda orkestern i Casino de Cauterets, vilken inkluderade spelare från Lamoureux Orchestra. Det blev en språngbräda för honom att dirigera denna orkester i Paris. Senare blev han dirigent för Monte Carlo Orchestra, och chef för Conserts Colonne.
År 1922 komponerade Paray musik för Ida Rubinsteins balett Artémis troublée. Samma år hade han och den spanska violinisten Manuel Quiroga premiär för hans Violin Sonata. År 1931 skrev han mässan till 500-årsminnet av Jeanne d'Arcs död, som uruppfördes i domkyrkan i Rouen. År 1935 skrev han sin Symfoni nr 1 i C-dur, som uruppfördes på Conserts Colonne. Han komponerade sin Symfoni nr 2 i A-dur 1941.

## Tiden i USA
Paray gjorde sin amerikanska debut med New York Philharmonic-symfoniorkester 1939. År 1952, utnämndes han till musikalisk ledare för Detroit Symphony Orchestra, och gjorde med den många inspelningar för Mercury Records' "Living Presence"-serie. 
Efter att ha lämnat Detroit 1963, återvände Paray till Frankrike och upprätthöll en livaktig internationell karriär som gästdirgient. Han var över 90 år när han gjorde sitt sista framträdande som dirigent  i USA, då han ledde orkestern Curtis Institute of Music i Philadelphia. En rapport i Musical America noterade: "Nu nittiotvå, intar Paray podiet inte bara med ett rykte som en av de stora dirigenterna i vår tid, utan med styrka, energi, och en solid teknik som inte har minskat genom åren."
Paray kunde och genomförde hela orkesterrepertoaren väl, men han specialiserade sig på de franska symfoniska verken. En av Paray mest kända inspelningar, gjorda i oktober 1957 är den av Saint-Saëns Symfoni nr 3 i c-moll för orgel. Omständigheterna kring inspelningen var tursamma. Paray hade byggt upp Detroit Symphony Orchestra till en av världens mest framstående. Marcel Dupré, en vän och studiekamrat från barndomen, var organist för spelningen och orgeln av Ford Auditorium i Detroit var väl anpassad till framförandet.